# Ricardo Leite
Ricardo Souza Leite (3 de março de 1957) é um designer e quadrinista brasileiro, fundador do escritório Crama Design Estratégico e autor do romance gráfico Em Busca do Tintin Perdido.
Leite publicou histórias em quadrinhos curtas entre 1976 e 1983, mas após isso passou a trabalhar exclusivamente com design, sendo responsável, entre outros trabalhos, por capas de discos das bandas Legião Urbana, RPM e Paralamas do Sucesso e por logotipos de diversas empresas, tais como Perinatal e GloboNews, entre outras. Na mesma época, fundou o escritório Crama Design Estratégico.
Em 2013, Leite começou a desenvolver o que viria a ser o romance gráfico Em Busca do Tintin Perdido, publicado em 2022 simultaneamente no Brasil e na França. Por este livro, ganhou o 35º Troféu HQ Mix na categoria de melhor edição especial nacional, além de também ter ganho o prêmio de relevância internacional.
Leite também recebeu a insígnia de Cavaleiro da Ordem da Coroa do Reino da Bélgica, de acordo com o Decreto Real de 20 de janeiro de 2021.